# Xiphopenaeus kroyeri
A Xiphopenaeus kroyeri a felsőbbrendű rákok (Malacostraca) osztályának tízlábú rákok (Decapoda) rendjébe, ezen belül a Penaeidae családjába tartozó faj.
A Xiphopenaeus ráknem típusfaja.

## Tudnivalók
A Xiphopenaeus kroyeri a sós- és brakkvizeket választja élőhelyül. A fiatal vaksi pörölycápák (Sphyrna tudes) főleg evvel a rákfajjal táplálkoznak. Ez a kis rák carotenoid pigmenteket tartalmaz. Talán ettől a természetes színezéktől kapja a vaksi pörölycápa az aranyozott színét.